# Dorzecze Parsęty (Natura 2000)
Dorzecze Parsęty (PLH320007) – obszar mający znaczenie dla Wspólnoty w północno-zachodniej Polsce, utworzony w dolinach dorzecza Parsęty, o całkowitej powierzchni 27 710,43 ha, w całości w woj. zachodniopomorskim, na Pobrzeżu Koszalińskim, Pobrzeżu Szczecińskim i Pojezierzu Zachodniopomorskim.
Celem utworzenia obszaru jest zachowanie w stanie niepogorszonym występujących w jego granicach siedlisk przyrodniczych i gatunków zwierząt wymienionych w załączniku II dyrektywy siedliskowej Rady 92/43/EWG. W efekcie przedmiotem ochrony jest 25 rodzajów stwierdzonych tu siedlisk przyrodniczych oraz 11 gatunków ssaków, płazów, ryb i owadów. Siedliska pokrywają ponad 50% powierzchni obszaru. Największy obszar zajmują takie siedliska jak: łęgi wierzbowe, topolowe, olszowe i jesionowe, kwaśne buczyny, grąd subatlantycki, pomorski kwaśny las brzozowo-dębowy, torfowiska zasadowe o charakterze młak, turzycowisk i mechowisk, świeże łąki użytkowane ekstensywnie.
Obszar „Dorzecze Parsęty” został utworzony w 2008 roku przez Komisję Europejską.

## Położenie
| Klasy siedlisk               | Udział w % |
| ---------------------------- | ---------- |
| Lasy iglaste                 | 31%        |
| Lasy liściaste               | 22%        |
| Lasy mieszane                | 20%        |
| Siedliska łąkowe i zaroślowe | 14%        |
| Siedliska rolnicze           | 13%        |
| Razem (Σ)                    | 100%       |

W 2009 roku Komisja Europejska zmieniła powierzchnię chronionego obszaru z 28 010,8 ha na 27 710,43 ha.
Rozciągłość obszaru od obszaru źródliskowego pod Parsęckiem w kierunku północno-zachodnim do ujścia rzeki w porcie Kołobrzeg wynosi 85 km.
Zawiera tereny od Pojezierza Drawskiego, przez Wysoczyznę Łobeską, Równinę Gryficką, Równinę Białogardzką do Wybrzeża Słowińskiego. Wysokości chronionego obszaru zmieniają się od 206 m n.p.m. do 0 m n.p.m.
Główną oś obszaru ochrony stanowi dolina rzeki Parsęty z ościennymi obszarami. Do głównej osi dołączone są także doliny rzeczne dopływów z dorzecza Parsęty takich jak: Pysznica, Pokrzywnica z Młynówką, Topiel, Mogilica, Bukowa, Dębnica z Wogrą i Lubatówką, Perznica z Łozicą, Chwalimka, Kłuda, Żegnica. Do obszaru „Dorzecze Parsęty” nie należy dolina rzeczna największego dopływu Parsęty, czyli Radwi. Należy ona do osobnego obszaru Dolina Radwi, Chocieli i Chotli.
Względem Pomorza obszar ochrony charakteryzuje się dużą koncentracją terenów źródliskowych oraz dużym zróżnicowaniem wielu typów mokradeł, szczególnie torfowisk.
Obszar pomiędzy Krosinem a Osówkiem charakteryzują: liczne zakola, starorzecza, torfowiska, lasy łęgowe i zarośla wierzbowe. Wyróżnić można także strome jary i wąwozy rzeki Perznicy, Trzebiegoszczy i Łozicy.

## Przyroda

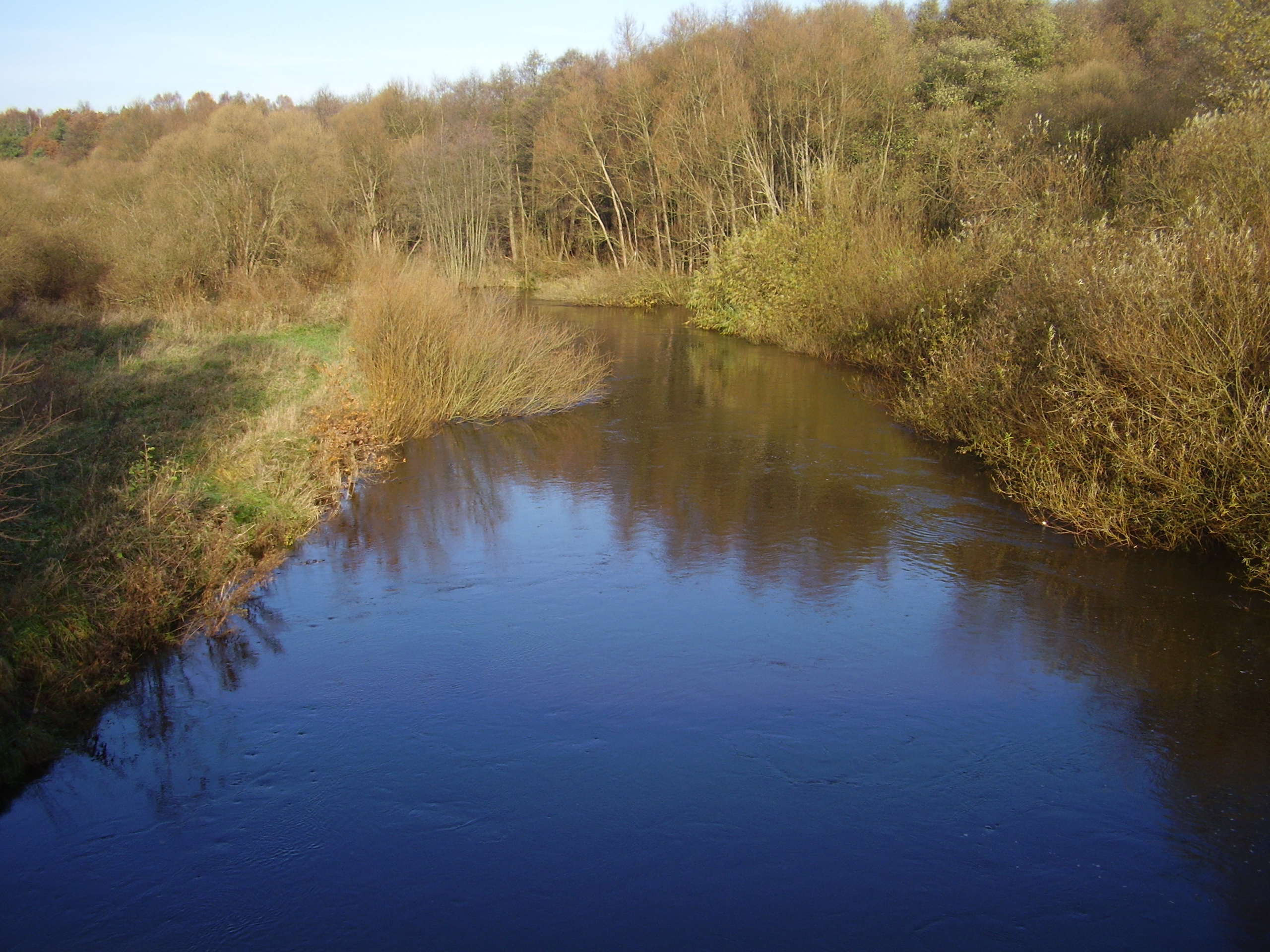
Parsęta

Na obszarze tym stwierdzono występowanie 13 gatunków z Załącznika II dyrektywy siedliskowej. Formularz danych obszarów Natura 2000 przedstawia, że Parsęta oraz jej dopływy mają najlepsze w Polsce, a może i w Europie, warunki dla tarła łososi, dzięki czemu zapewnione jest utrzymanie naturalnej populacji tego gatunku w Polsce. Jednocześnie naturalny charakter Parsęty i jej dopływów stanowi miejsce tarła dla innych ryb łososiowatych: troci wędrownej, pstrąga potokowego i lipienia. W rzece występują także inne cenione gatunki ryb tj. liczna populacja strzebli potokowej, certy i węgorza pochodzenia naturalnego.
W dolinach rzecznych i terenach zagłębień dennomorenowych znajdują się rozległe połacie różnego typu lasów łęgowych.
Formularz danych obszarów Natura 2000 przedstawia „Dorzecze Parsęty” jako ważny obszar dla zachowania w Polsce naturalnej populacji złoci pochwolistnej (Gagea spathacea) i kokoryczy drobnej (Corydalis pumila) oraz grążela drobnego (Nuphar pumila).
W dolinie rzeki Dębnicy znajduje się jedyne na Pomorzu stanowisko śledziennicy naprzeciwlistnej (Chrysosplenium oppositifolium).
Doliny dorzecza Parsęty są cenionym obszarem dla rozrodu wydry. Na obszarze ochrony występują liczne i bardzo dobrze zachowane biotopy dla ptaków drapieżnych: orlika krzykliwego, błotniaka stawowego, kani rudej, bielika, puchacza czy sowy błotnej oraz dla ptaków związanych z obszarami wodno-błotnymi: bociana białego, bociana czarnego, zimorodka, sieweczki rzecznej, kulika wielkiego czy żurawia. Ponadto Parsęta jest miejscem zimowania ptaków wodno-błotnych na Pomorzu.

### Ochrona przyrody
Nadzór nad obszarem sprawuje Regionalny Dyrektor Ochrony Środowiska w Szczecinie.
Ostoje znajdują się terenach administrowanych przez nadleśnictwa Regionalnej Dyrekcji Lasów Państwowych w Szczecinku.
Obszar Natura 2000 „Dorzecze Parsęty” sąsiaduje z innymi obszarami tej sieci, takimi jak Trzebiatowsko-Kołobrzeski Pas Nadmorski czy Dolina Radwi, Chocieli i Chotli. Południowe części nachodzą na obszar ochrony ptaków Ostoja Drawska.